# Itame distinctaria
Itame distinctaria är en fjärilsart som beskrevs av Felix Bryk 1948. Itame distinctaria ingår i släktet Itame och familjen mätare. Inga underarter finns listade i Catalogue of Life.